# Distrito de Tjörns
Tjörns härad , fue un condado en el centro de Bohuslän, que se corresponden con la actual municipio de Tjörn. La zona del barrio fue en 1927 de unos 159,66 kilómetros cuadrados de los cuales 195,46 eran tierra. Tingsställe fue desde 1686 Svanesund en Långelanda de la parroquia en la orust condados del este, y a partir de 1912 Varekil en Stala, también en Orust condados del este, el de 1962 se trasladó a Stenungsund.

## El nombre
El nombre fue escrito alrededor del año 1100 Þjórnar y 1320 j Þiorn. Se cree que está formado por el tronco þjór o þjūur, que se mantuvo como "bergshöjd" y se cree que se refieren a "la montaña que se reunió con la isla".

## Las parroquias
- Klädesholmen
- Klövedal
- Rönnäng
- Piedra
- Valla

## Geografía
Está formado por la isla de Tjörn y las islas que se encuentran alrededor. La costa es una incisión por las amplias bahías Brevik kile en el lado oeste y Svanviks kile en el lado este. Las montañas están desnudas o parcialmente cubierta por brezo mientras que los valles son a menudo exuberante, con elementos de bosque de hoja caduca. Los valles se compone, en gran medida, de tierras agrícolas. La costa y el archipiélago se compone principalmente de rocas desnudas.
La única raíces en el lugar fue Sundsby säteri en la isla de Mjörn en el Pastoreo de la parroquia.

## Condado: distrito judicial y los tribunales de distrito
Pertenece desde 1998 a Västra Götalands län, antes de 1680 a Gotemburgo y el condado de Bohus, antes de 1700 conocido por Bohus län. La iglesia pertenece a las asambleas de la diócesis de Gotemburgo
El barrio de las parroquias pertenecía a la siguiente fögderier:
- 1686-1945 la orust y Tjörn.
- 1946-1966 Interior.
- 1967-1990 Kungälv.

El barrio de las parroquias pertenecían a los siguientes distritos,  "  y los tribunales de distrito:
- 1680-1697 la orust y Tjörn la jurisdicción con
  - Tjörn.
- 1698-1856 la orust, Tjörn, en el Interior de Nordre, en el Interior de la Peca que la otra jurisdicción con 
  - El orust y Tjörn.
- 1857-1954 la isla de Orust y Tjörn área con
  - El orust y Tjörn.
- 1955-1970 la orust, Tjörn y el Interior.
  - El orust, Tjörn y el Interior.